# شهرستان قم
شهرستان قم یکی از شهرستان‌های استان قم در مرکز ایران است؛ مرکز این شهرستان شهر قم است.

## مشخصات
جمعیت شهرستان قم بر اساس سرشماری سال ۱۳۹۰، برابر با ۱٬۱۲۵٬۶۷۲ نفر بوده‌است و جمعیت این شهرستان در سال ۱۳۹۵ برابر با  ۱۵۸'۲۰۱'۱ نفر بوده است که برآورد کل جمعیت استان قم سال ۱۳۹۹ برابر با ۰۰۰'۳۹۸'۱ نفر می باشد. 

## تاریخچه
حرم فاطمه معصومه و مسجد مقدس جمکران هر دو در قم واقع شده اند و اینها باعث شده است که برخی تاریخچه قم را به دوران ظهور اسلام نسبت دهند، اما طبق اسناد تاریخی موجود قدمت قم به دوران ساسانیان باز می‌گردد. 
نکته قابل توجه و جالب این است که برخی باستان شناسان مانند رومن گیرشمن قم را به همراه کاشان و ساوه تاریخچه این شهرها را به هزاران سال پیش یعنی نخستین میزبانان انسان‌های اولیه می داند.

## تقسیمات کشوری
شهرستان قم دارای ۳ بخش، ۵ دهستان و ۴ شهر به شرح زیر است:
| نام بخش | مرکز بخش | جمعیت بخش ۱۳۹۵ | نام دهستان  | مرکز دهستان | جمعیت دهستان 1395 | شهر     | جمعیت شهر ۱۳۹۵ |
| ------- | -------- | -------------- | ----------- | ----------- | ----------------- | ------- | -------------- |
| مرکزی   | قم       | ۱,۲۳۵,۴۸۵      | قمرود       | قمرود       | ۷,۰۴۳             | قم      | ۱,۲۰۱,۱۵۸      |
| مرکزی   | قم       | ۱,۲۳۵,۴۸۵      | قنوات       | قنوات       | ۱۵,۶۱۷            | قنوات   | ۱۱,۶۶۷         |
| خلجستان | دستجرد   | ۴,۳۰۷          | دستجرد      | دستجرد      | ۲,۷۱۸             | دستجرد  | ۱,۵۲۵          |
| سلفچگان | سلفچگان  | ۹,۹۳۸          | راهجرد شرقی | سلفچگان     | ۳,۹۲۸             | سلفچگان | ۱,۳۹۰          |
| سلفچگان | سلفچگان  | ۹,۹۳۸          | نیزار       | نیزار       | ۴,۶۲۰             | سلفچگان | ۱,۳۹۰          |

## مکان های دیدنی
قم علاوه بر جاذبه های زیارتی مانند حرم حضرت معصومه و مسجد جمکران برخی جاهای دیدنی و سیاحتی دیگری هم دارد.
- دریاچه حوض سلطان
- کوه خضر نبی
- خانه یزدان ‍پناه
- تیمچه بازار قم
- قلعه قمرود
- حمام حاج عسگر خان
- کاروانسرای پاسنگان
- کاروانسرای دیر گچین
- کاروانسرای حوض سلطان
- خانه ملاصدرا
- بازار قدیم
- خانه حاج علی خان زند
- گنبد نمکی
- مقبره‌های باغ گنبد سبز
- منار میدان کهنه
- کوه دو برادران
- موزه آستانه مقدس حضرت معصومه (س)
- قبرستان شیخان

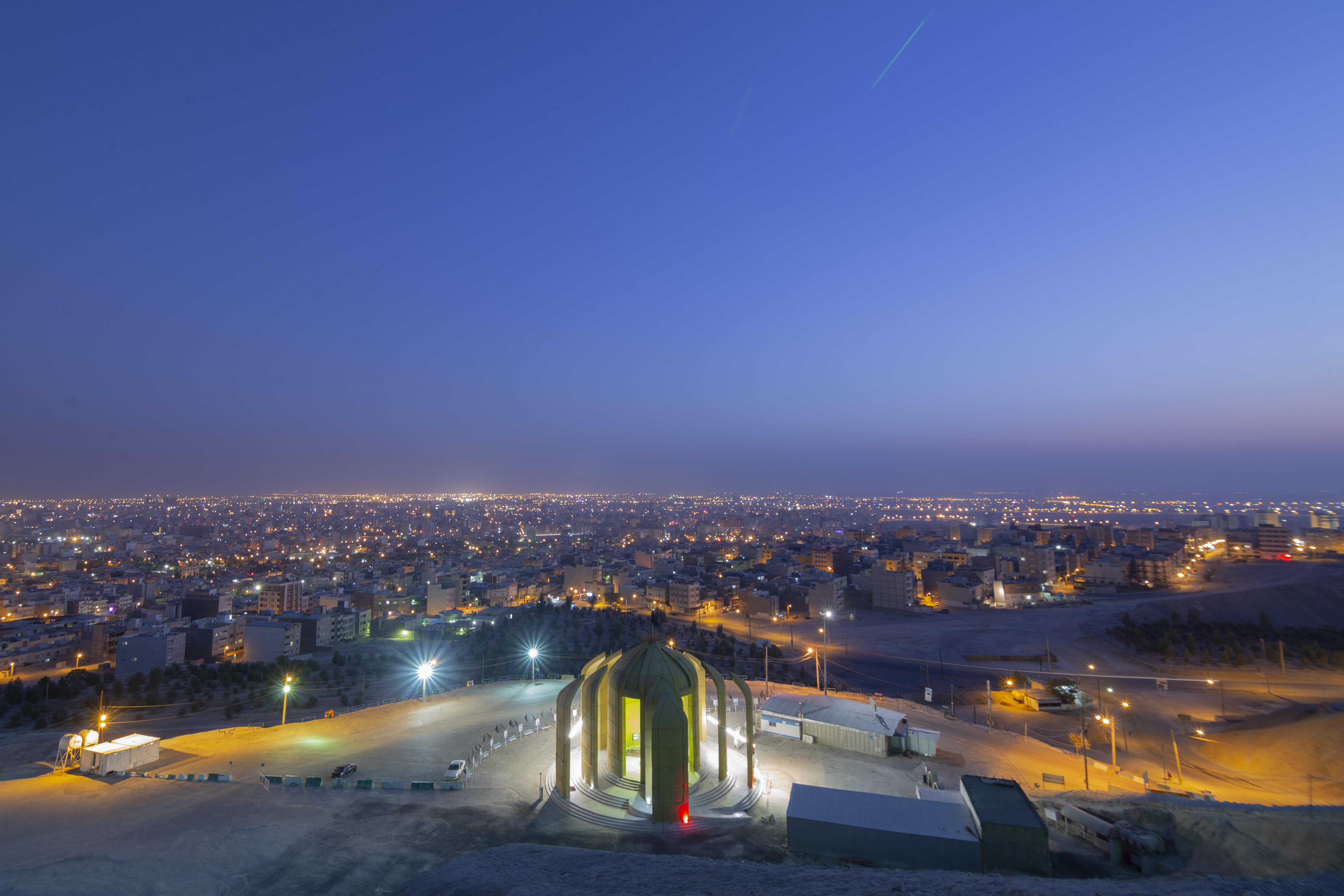
نمایی از کلانشهر قم از بالای کوه خضر
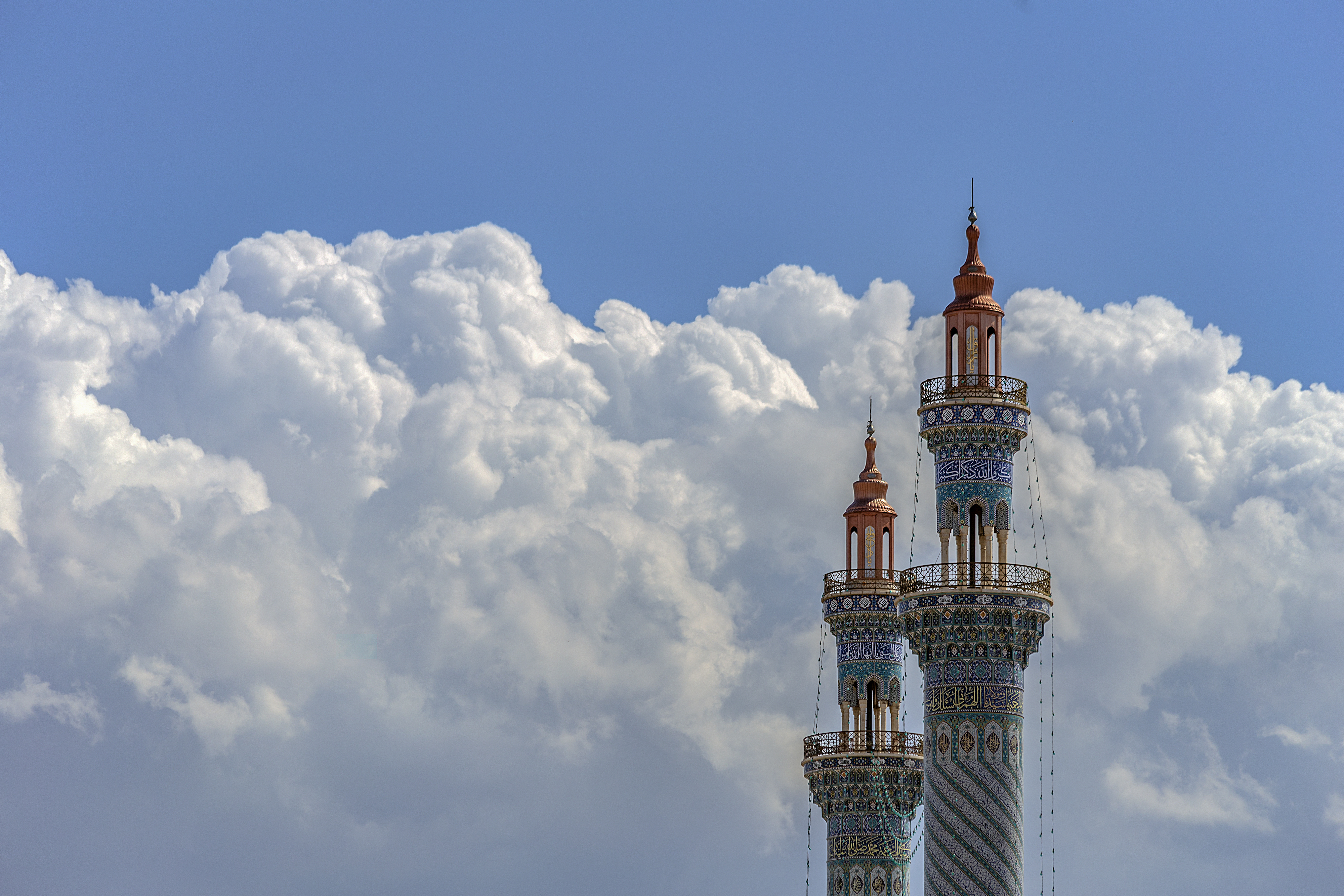
گلدسته های مسجد امام حسن عسکری در قم
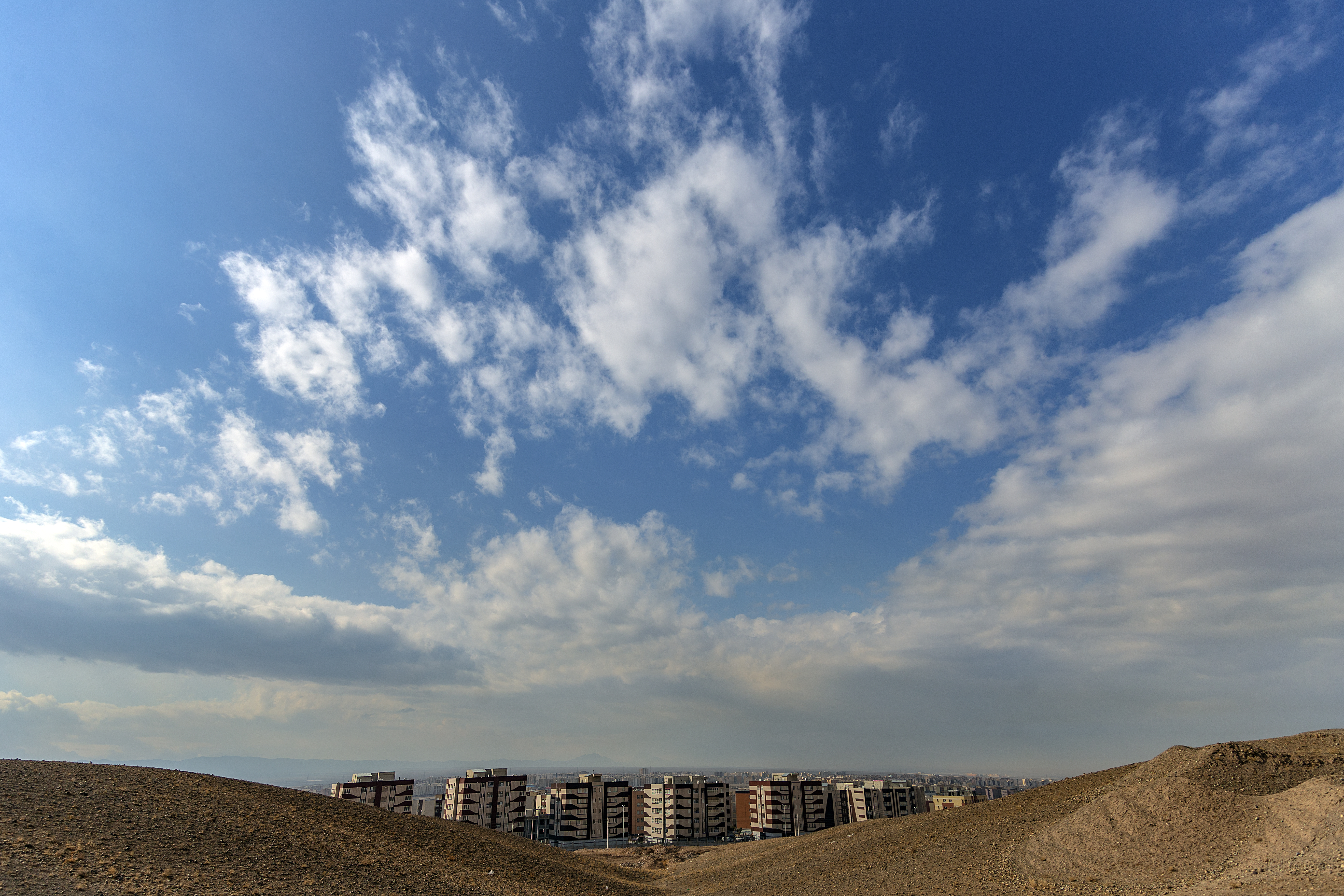
نمایی از آپارتمان های مسکونی شهر پردیسان در قم
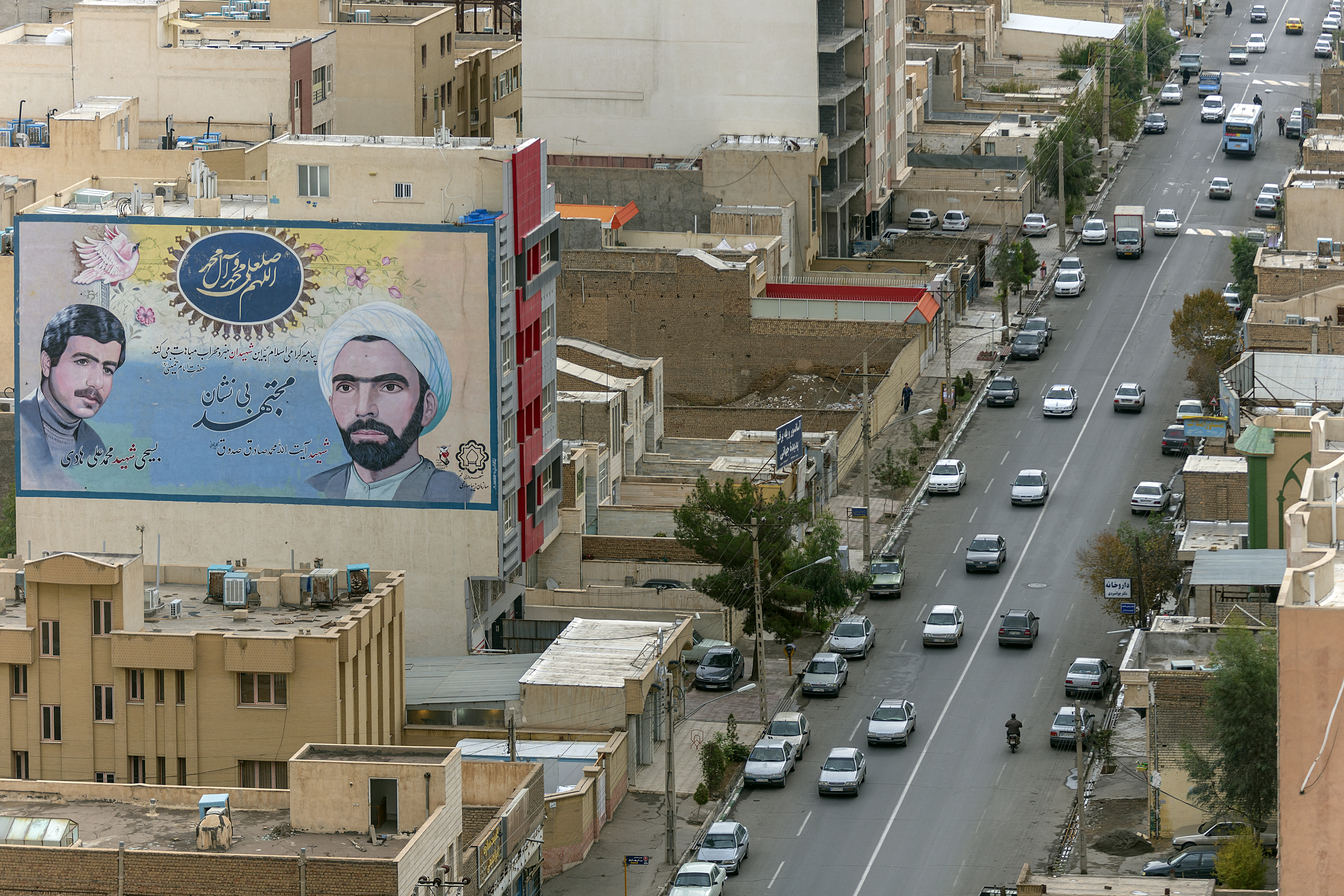
خیابان صفاشهر در قم
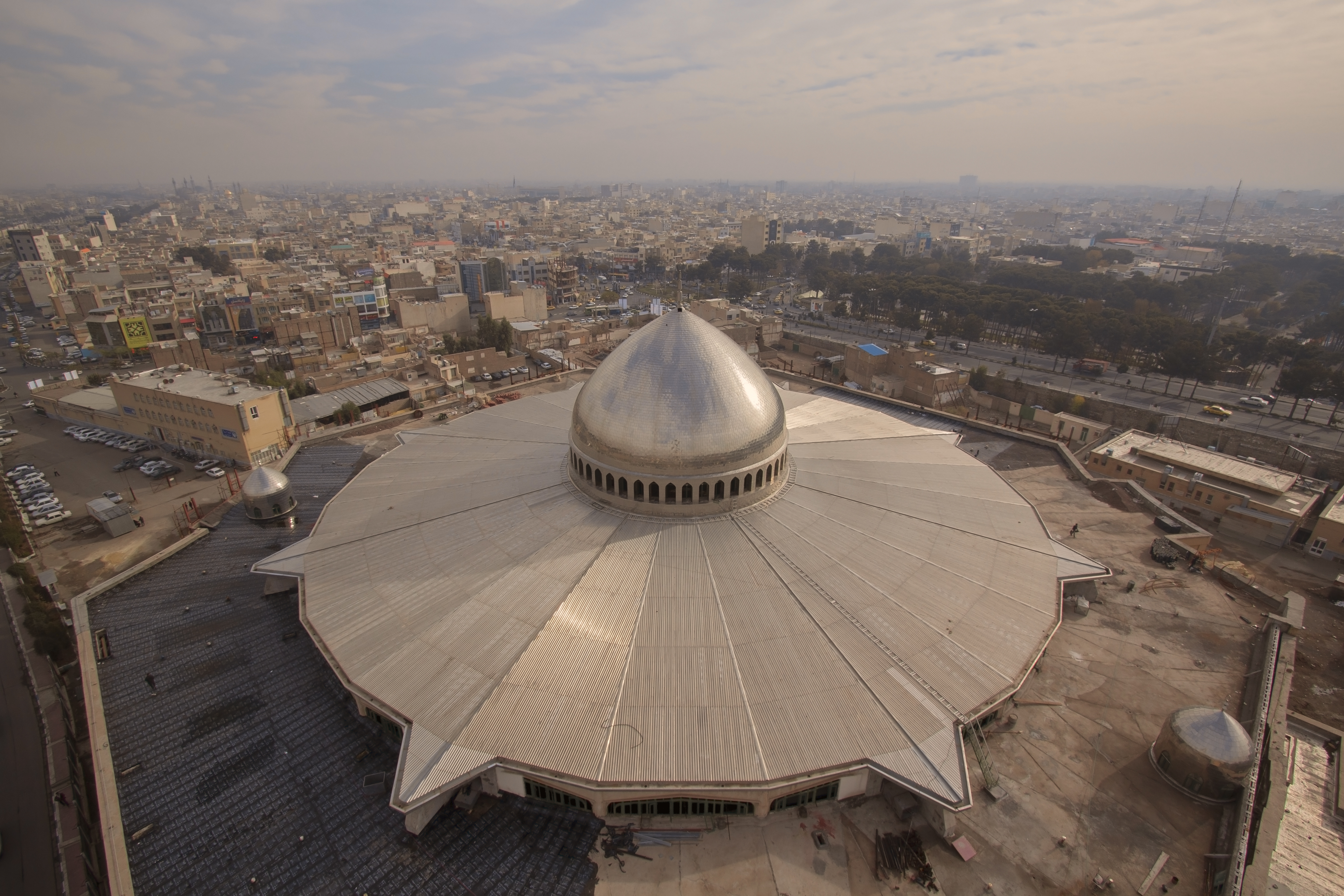
مصلی قدس در قم
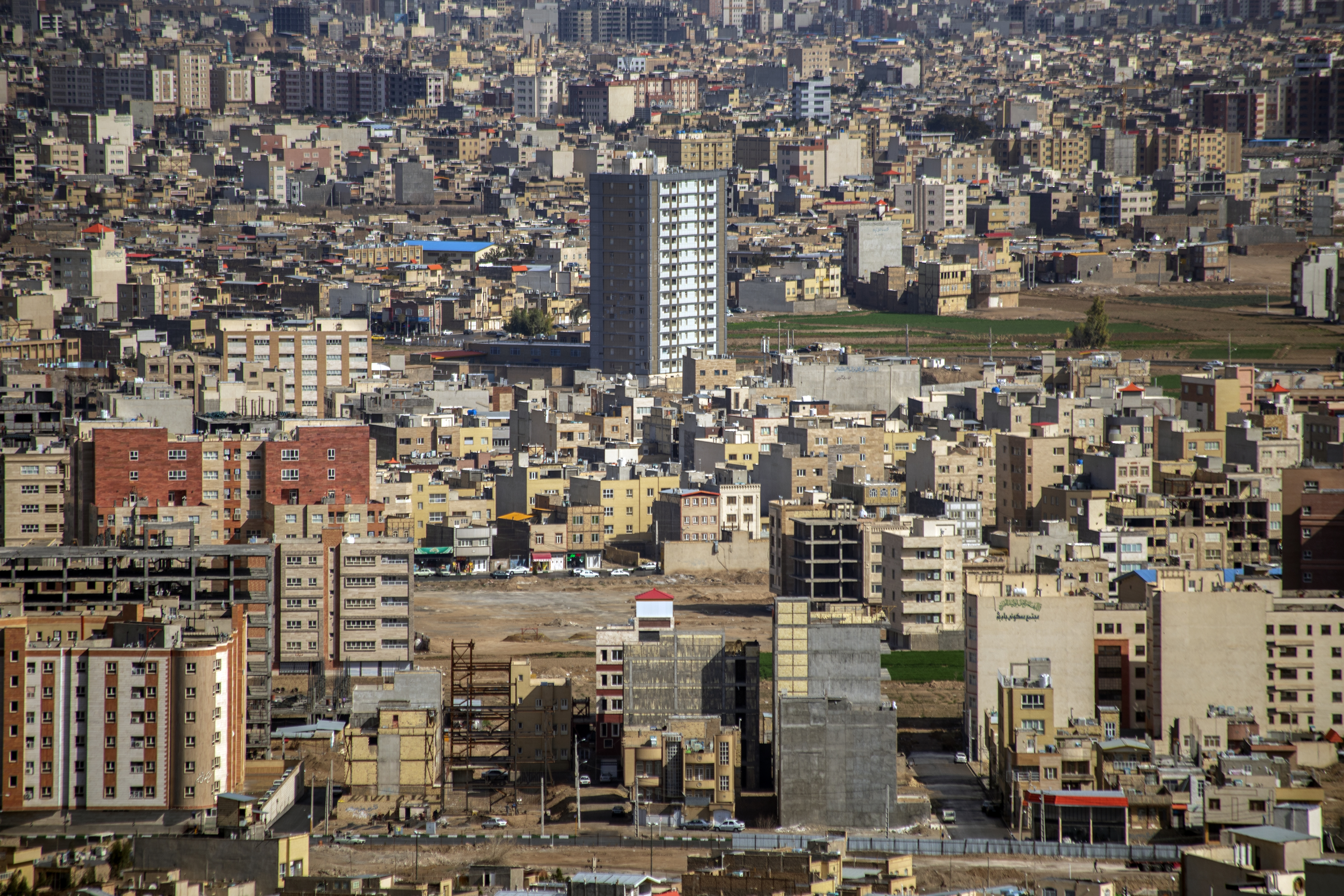
چشم اندازهای شهری کلانشهر قم
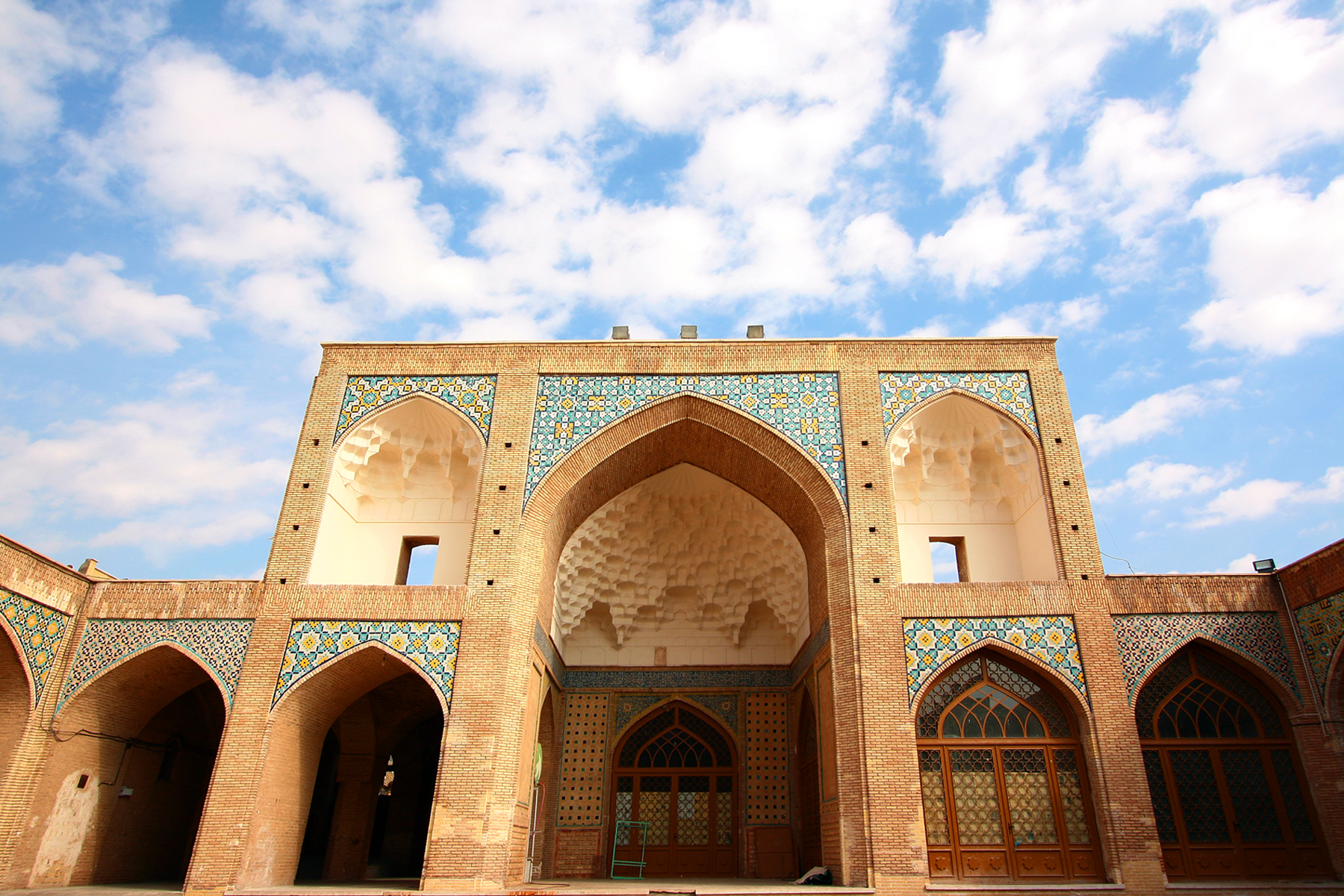
مسجد جامع
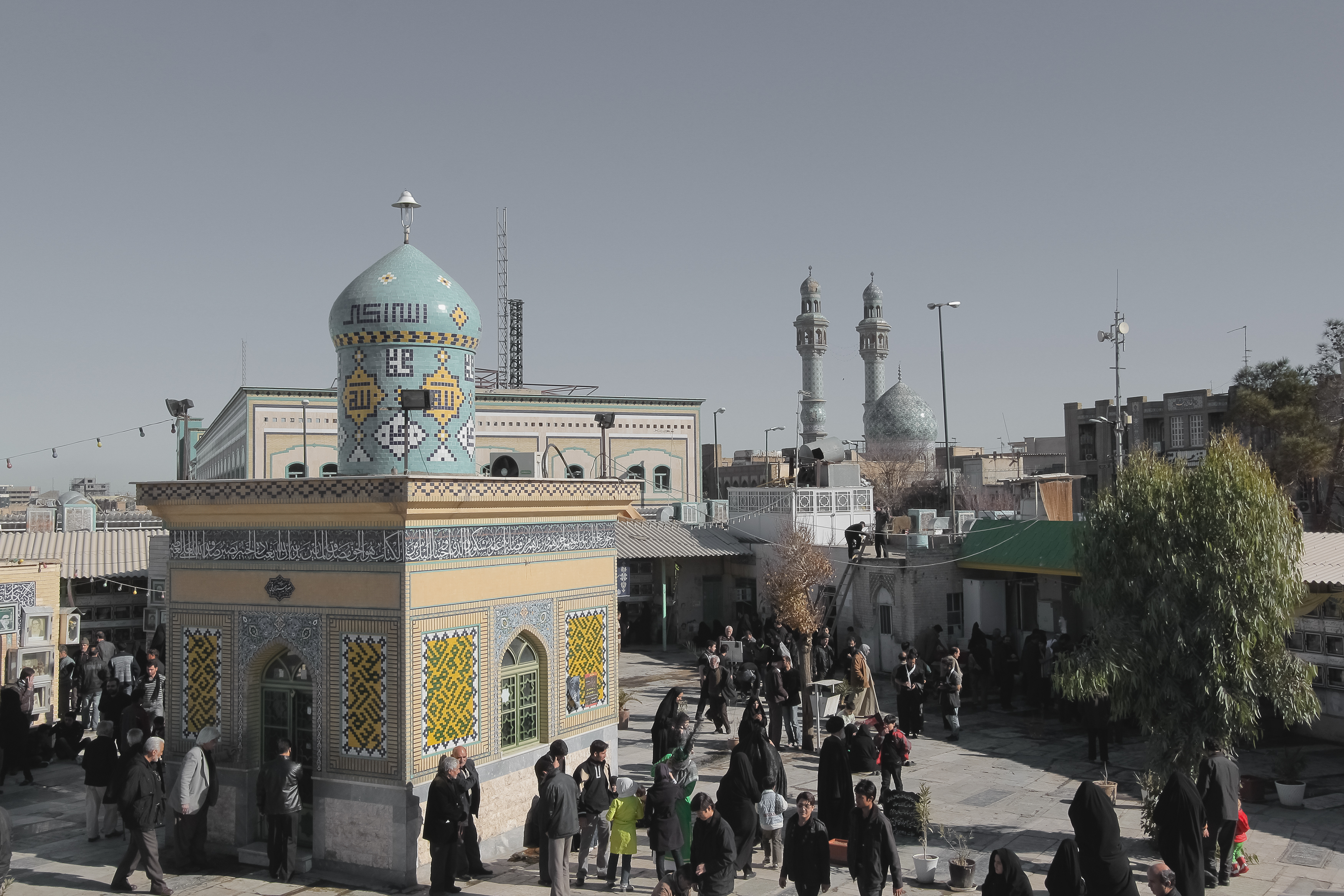
گورستان شیخان قم
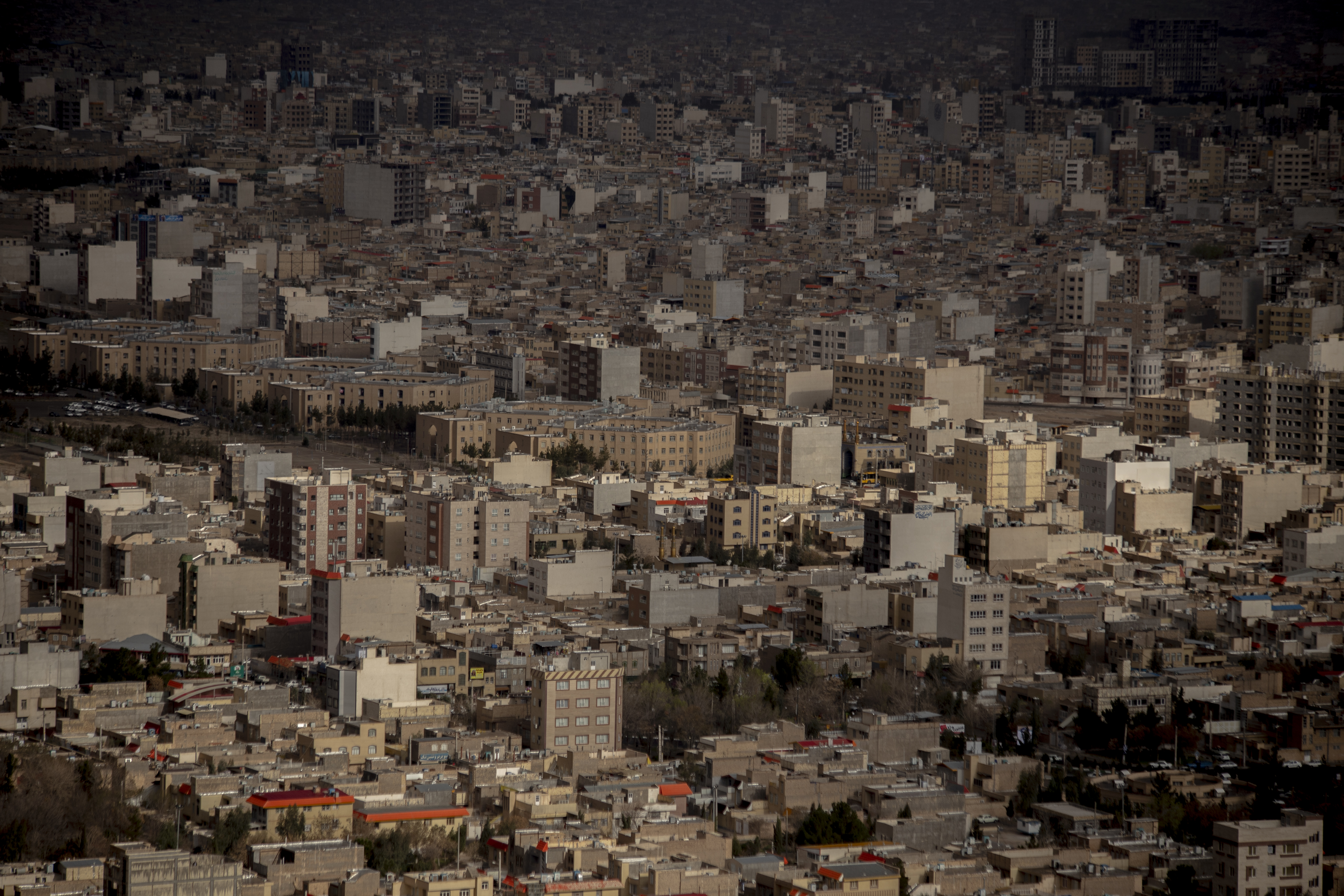
طراحی شهری کلانشهر قم
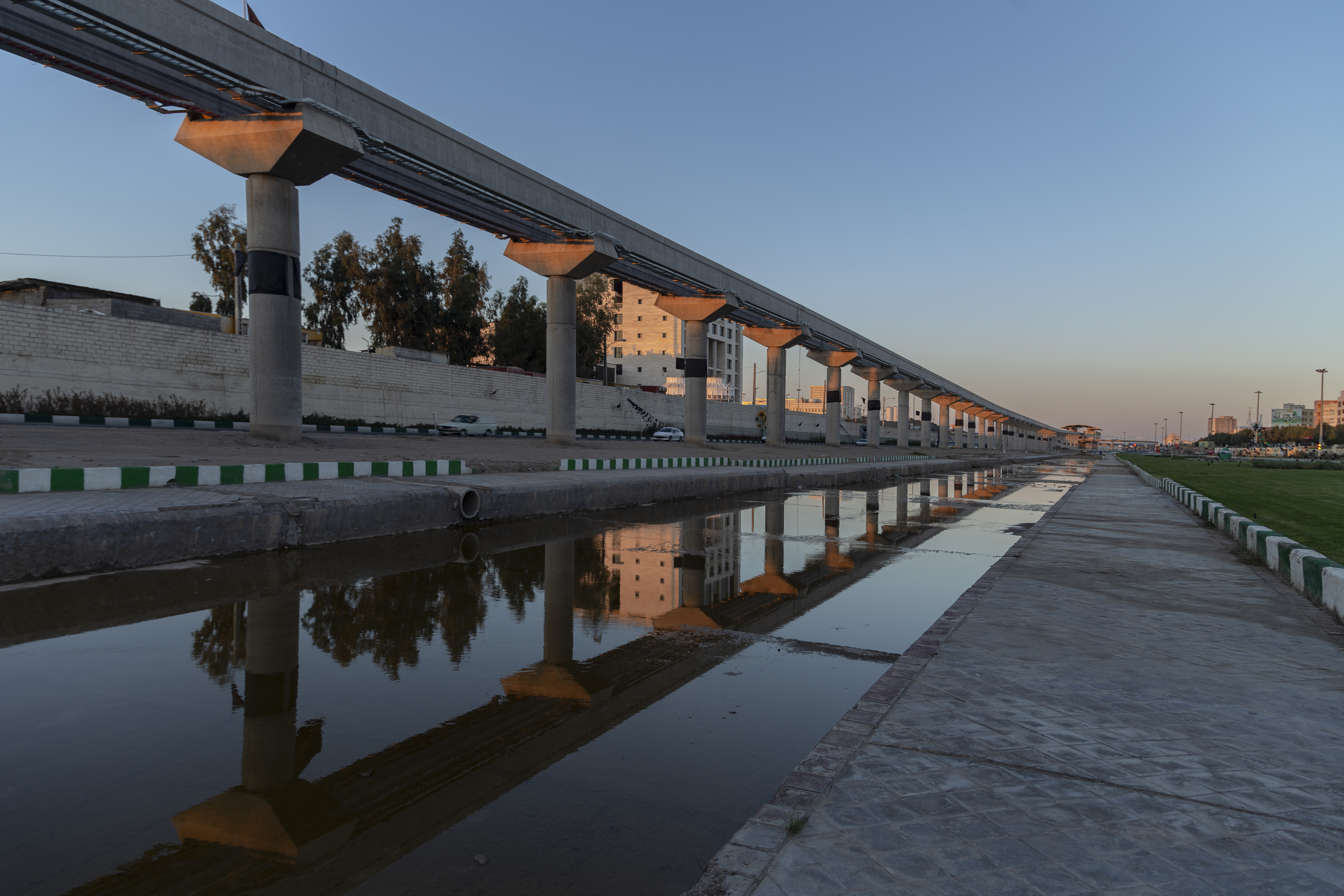
پروژه مونوریل قم

- غار کهک
- غار وشنوه
- منطقه ییلاقی کهک
- دره‌های روستای قاهان
- غار کهک
- دره ریواس‌ها در منطقه پلنگ دره

## جغرافیا
از لحاظ جغرافیای قم همسایه جنوبی استان تهران است. دریاچه حوض سلطان در استان قم و چهل کیلومتری شهر قم واقع شده‌است.